# Zreče
Zreče je naselje u slovenskoj Općini Zreču. Zreče se nalazi u pokrajini Štajerskoj i statističkoj regiji Savinjskoj. 

## Stanovništvo
Prema popisu stanovništva iz 2002. godine naselje je imalo 2,895 stanovnika.